# 格雷丝·布朗
格雷丝·布朗（英語：Grace Brown，1992年7月7日—），澳大利亚女子自行车运动员。她曾代表澳大利亚参加2022年英联邦运动会自行车比赛，获得一枚金牌。她也曾参加2020年夏季奥林匹克运动会，並於2024夏季奧林匹克運動會獲得一枚金牌。